# Wodosówka saksońska
Wodosówka saksońska (Hydropsyche saxonica) – owad wodny, chruścik z rodziny wodosówkowatych (Hydropsychidae). Larwy budują sieci łowne, są wszystkożernymi filtratorami, żyją w strumieniach (rhitral) i w średniej wielkości rzekach potamal. Gatunek w Polsce rzadki (zob. wskaźnik rzadkości gatunku) i nielicznie występujący.